# 22 f.Kr.
23 f.Kr. var ett normalår som började en lördag i den proleptiska julianska kalendern, men i verkligheten antingen ett normalår som började en söndag, måndag eller tisdag, eller ett skottår som började en söndag eller måndag i den julianska kalendern (se skottårsfelet i den julianska kalendern för mer information).

## Händelser

### Efter plats

#### Romerska riket
- Lucius Arruntius och Marcus Claudius Marcellus Aeserninus blir konsuler i Rom.
- Paullus Aemilius Lepidus och Lucius Munatius Plancus blir censorer.
- Den romerske guvernören i Egypten, Gaius Petronius Pontius Nigrinus, marscherar längs Nilen med legionerna XXII Deiotariana och III Cyrenaica samt förstör den nubiska huvudstaden Napata.